# 100 de ani...100 de filme
Prima listă AFI 100 Years… series a celor mai bune 100 de filme din 100 de ani (AFI's 100 Years…100 Movies) a fost realizată de American Film Institute pe baza unui sondaj de opinie la care au participat mai mult de 1500 de artiști și conducători ai industriei de filme. Aceștia au avut de ales dintr-o listă de 400 de filme nominalizate.  Lista a fost lansată în 1998. 
O emisiune aniversară după 10 ani a fost transmisă de CBS la 20 iunie 2007, emisiunea fiind găzduită de Morgan Freeman.

## Criterii
Filmele au fost alese după mai multe criterii.
1. lungimea: să aibă cel puțin o durată de 40 minute
2. film american: limba engleză, majoritatea elementelor de producție (de creație sau financiare) să provină din Statele Unite (De exemplu filmele britanice The Bridge on the River Kwai sau Lawrence of Arabia (film) au fost finanțate și distribuite de studiouri americane de film.)
3. recunoaștere din partea criticii
4. câștigător al unor premii importante
5. popularitate de-a lungul timpului
6. importanță istorică
7. impact cultural

## Lista

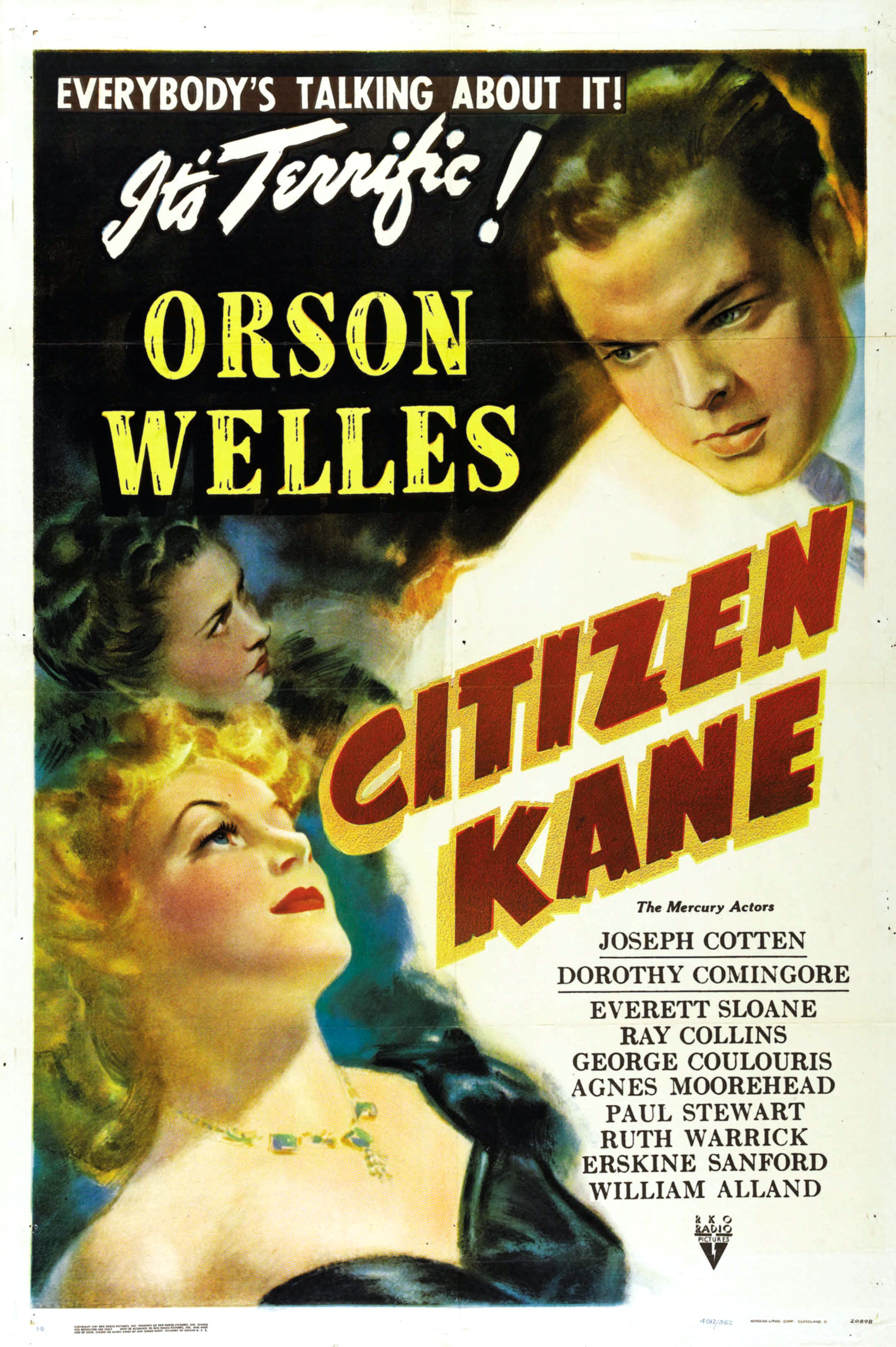
Citizen Kane (1941)

| Film                                              | Anul apariției | Clasificare în 1998 | Clasificare în 2007 |
| ------------------------------------------------- | -------------- | ------------------- | ------------------- |
| Citizen Kane                                      | 1941           | 1                   | 1                   |
| Casablanca                                        | 1942           | 2                   | 3                   |
| The Godfather                                     | 1972           | 3                   | 2                   |
| Gone with the Wind                                | 1939           | 4                   | 6                   |
| Lawrence of Arabia                                | 1962           | 5                   | 7                   |
| The Wizard of Oz                                  | 1939           | 6                   | 10                  |
| The Graduate                                      | 1967           | 7                   | 17                  |
| On the Waterfront                                 | 1954           | 8                   | 19                  |
| Schindler's List                                  | 1993           | 9                   | 8                   |
| Singin' in the Rain                               | 1952           | 10                  | 5                   |
| It's a Wonderful Life                             | 1946           | 11                  | 20                  |
| Sunset Boulevard                                  | 1950           | 12                  | 16                  |
| The Bridge on the River Kwai                      | 1957           | 13                  | 36                  |
| Some Like It Hot                                  | 1959           | 14                  | 22                  |
| Star Wars                                         | 1977           | 15                  | 13                  |
| Totul despre Eva                                  | 1950           | 16                  | 28                  |
| Regina africană                                   | 1951           | 17                  | 65                  |
| Psycho                                            | 1960           | 18                  | 14                  |
| The General                                       | 1927           | —                   | 18                  |
| Chinatown                                         | 1974           | 19                  | 21                  |
| One Flew Over the Cuckoo's Nest                   | 1975           | 20                  | 33                  |
| The Grapes of Wrath                               | 1940           | 21                  | 23                  |
| 2001: A Space Odyssey                             | 1968           | 22                  | 15                  |
| The Maltese Falcon                                | 1941           | 23                  | 31                  |
| Raging Bull                                       | 1980           | 24                  | 4                   |
| E.T. the Extra-Terrestrial                        | 1982           | 25                  | 24                  |
| Dr. Strangelove                                   | 1964           | 26                  | 39                  |
| Bonnie and Clyde                                  | 1967           | 27                  | 42                  |
| Apocalypse Now                                    | 1979           | 28                  | 30                  |
| Mr. Smith Goes to Washington                      | 1939           | 29                  | 26                  |
| The Treasure of the Sierra Madre                  | 1948           | 30                  | 38                  |
| Annie Hall                                        | 1977           | 31                  | 35                  |
| The Godfather Part II                             | 1974           | 32                  | 32                  |
| High Noon                                         | 1952           | 33                  | 27                  |
| To Kill a Mockingbird                             | 1962           | 34                  | 25                  |
| It Happened One Night                             | 1934           | 35                  | 46                  |
| Midnight Cowboy                                   | 1969           | 36                  | 43                  |
| The Best Years of Our Lives                       | 1946           | 37                  | 37                  |
| Double Indemnity                                  | 1944           | 38                  | 29                  |
| Doctor Jivago                                     | 1965           | 39                  | —                   |
| North by Northwest                                | 1959           | 40                  | 55                  |
| West Side Story                                   | 1961           | 41                  | 51                  |
| Rear Window                                       | 1954           | 42                  | 48                  |
| King Kong                                         | 1933           | 43                  | 41                  |
| The Birth of a Nation                             | 1915           | 44                  | —                   |
| A Streetcar Named Desire                          | 1951           | 45                  | 47                  |
| A Clockwork Orange                                | 1971           | 46                  | 70                  |
| Taxi Driver                                       | 1976           | 47                  | 52                  |
| Jaws                                              | 1975           | 48                  | 56                  |
| Albă ca Zăpada și cei șapte pitici                | 1937           | 49                  | 34                  |
| Intolerance                                       | 1916           | —                   | 49                  |
| Butch Cassidy and the Sundance Kid                | 1969           | 50                  | 73                  |
| The Lord of the Rings: The Fellowship of the Ring | 2001           | —                   | 50                  |
| The Philadelphia Story                            | 1940           | 51                  | 44                  |
| From Here to Eternity                             | 1953           | 52                  | —                   |
| Amadeus                                           | 1984           | 53                  | —                   |
| All Quiet on the Western Front                    | 1930           | 54                  | —                   |
| The Sound of Music                                | 1965           | 55                  | 40                  |
| MASH                                              | 1970           | 56                  | 54                  |
| The Third Man                                     | 1949           | 57                  | —                   |
| Fantasia                                          | 1940           | 58                  | —                   |
| Rebel Without a Cause                             | 1955           | 59                  | —                   |
| Nashville                                         | 1975           | —                   | 59                  |
| Raiders of the Lost Ark                           | 1981           | 60                  | 66                  |
| Vertigo                                           | 1958           | 61                  | 9                   |
| Sullivan's Travels                                | 1941           | —                   | 61                  |
| Tootsie                                           | 1982           | 62                  | 69                  |
| Stagecoach                                        | 1939           | 63                  | —                   |
| Cabaret                                           | 1972           | —                   | 63                  |
| Close Encounters of the Third Kind                | 1977           | 64                  | —                   |
| The Silence of the Lambs                          | 1991           | 65                  | 74                  |
| Network                                           | 1976           | 66                  | 64                  |
| The Manchurian Candidate                          | 1962           | 67                  | —                   |
| Who's Afraid of Virginia Woolf?                   | 1966           | —                   | 67                  |
| An American in Paris                              | 1951           | 68                  | —                   |
| Shane                                             | 1953           | 69                  | 45                  |
| The French Connection                             | 1971           | 70                  | 93                  |
| Forrest Gump                                      | 1994           | 71                  | 76                  |
| Saving Private Ryan                               | 1998           | —                   | 71                  |
| Ben-Hur                                           | 1959           | 72                  | 100                 |
| The Shawshank Redemption                          | 1994           | —                   | 72                  |
| Wuthering Heights                                 | 1939           | 73                  | —                   |
| The Gold Rush                                     | 1925           | 74                  | 58                  |
| Dances with Wolves                                | 1990           | 75                  | —                   |
| In the Heat of the Night                          | 1967           | —                   | 75                  |
| City Lights                                       | 1931           | 76                  | 11                  |
| American Graffiti                                 | 1973           | 77                  | 62                  |
| All the President's Men                           | 1976           | —                   | 77                  |
| Rocky                                             | 1976           | 78                  | 57                  |
| The Deer Hunter                                   | 1978           | 79                  | 53                  |
| The Wild Bunch                                    | 1969           | 80                  | 79                  |
| Modern Times                                      | 1936           | 81                  | 78                  |
| Spartacus                                         | 1960           | —                   | 81                  |
| Giant                                             | 1956           | 82                  | —                   |
| Sunrise: A Song of Two Humans                     | 1927           | —                   | 82                  |
| Platoon                                           | 1986           | 83                  | 86                  |
| Titanic                                           | 1997           | —                   | 83                  |
| Fargo                                             | 1996           | 84                  | —                   |
| Duck Soup                                         | 1933           | 85                  | 60                  |
| A Night at the Opera                              | 1935           | —                   | 85                  |
| Mutiny on the Bounty                              | 1935           | 86                  | —                   |
| Frankenstein                                      | 1931           | 87                  | —                   |
| 12 Angry Men                                      | 1957           | —                   | 87                  |
| Easy Rider                                        | 1969           | 88                  | 84                  |
| Patton                                            | 1970           | 89                  | —                   |
| The Sixth Sense                                   | 1999           | —                   | 89                  |
| The Jazz Singer                                   | 1927           | 90                  | —                   |
| Swing Time                                        | 1936           | —                   | 90                  |
| My Fair Lady                                      | 1964           | 91                  | —                   |
| Sophie's Choice                                   | 1982           | —                   | 91                  |
| A Place in the Sun                                | 1951           | 92                  | —                   |
| The Apartment                                     | 1960           | 93                  | 80                  |
| Goodfellas                                        | 1990           | 94                  | 92                  |
| Pulp Fiction                                      | 1994           | 95                  | 94                  |
| The Last Picture Show                             | 1971           | —                   | 95                  |
| The Searchers                                     | 1956           | 96                  | 12                  |
| Do the Right Thing                                | 1989           | —                   | 96                  |
| Bringing Up Baby                                  | 1938           | 97                  | 88                  |
| Blade Runner                                      | 1982           | —                   | 97                  |
| Unforgiven                                        | 1992           | 98                  | 68                  |
| Guess Who's Coming to Dinner                      | 1967           | 99                  | —                   |
| Toy Story                                         | 1995           | —                   | 99                  |
| Yankee Doodle Dandy                               | 1942           | 100                 | 98                  |